# سعید عقیقی
سعید عقیقی (متولد ۹ آبان ۱۳۴۹ - کرمانشاه) فیلم‌نامه‌نویس، مدرس، منتقد و کارگردان سینما است. عقیقی نویسندهٔ چهار فیلمنامهٔ هفت پرده، شب‌های روشن، صداها و سایه های موازی است.

## آثار

### فیلم‌نامه
- ۱۳۸۸ - داستان دوست (فیلم‌نامه‌نویس و کارگردان، تلویزیونی)[۱]
- ۱۳۹۳ -  سایه‌های موازی
- ۱۳۸۷ - صداها
- ۱۳۸۱ - شب‌های روشن
- ۱۳۷۹ - هفت پرده

### کتاب‌ها
- دو فیلم‌نامه: هفت پرده، شب‌های روشن؛ نشر قطره
- بهمن فرمان‌آرا، زندگی و آثار(با همکاری) به انضمام فیلم‌نامهٔ کامل خانه‌ای روی آب؛ نشر قطره
- نقد سینمای ایران ۱، هامون؛ نشر سفیدسار[۲]
- نقد سینمای ایران ۲، آژانس شیشه‌ای؛ نشر سفیدسار[۳]
- نقد سینمای ایران ۳، طعم گیلاس؛ نشر سفیدسار
- موج مرده: از طرح تا فیلم‌نامه؛ نشر فرهنگ کاوش
- مجموعه‌شعر از سر بی‌حواسی؛ نشر افکار
- فریدون گله، زندگی و آثار (با همکاری)؛ نشر نقش و نگار
- سه فیلم‌نامه؛ نشر افکار
- نگاهی به سینمای معاصر؛ نشر آمه
- معیار نقد، معماری نقد (سه جلد)؛ سازمان هنری فرهنگی شهرداری اصفهان
- سینمای آزار؛ نشر چشمه (۱۳۹۶)
- زیر پوست قصه ها:سینمای رخشان بنی اعتماد.(نشر روزنه، 1395)
- رازهای جدایی، سینمای اصغر فرهادی؛ نشر روزنه (۱۳۹۶)
- داستانگویی در فیلم کوتاه(1398)
- فریدون رهنما(1402)

### مقالات
- فیلم
- دنیای تصویر
- نقد سینما
- روزنامه اعتماد
- روزنامه آینده نو
- هفته نامه سینما
- مهرنامه
- تجربه
- ۲۴

### ترجمه
- داستان آدل. ه (نوشتهٔ فرانسوا تروفو)؛ نشر قطره
- روکو و برادرانش (نوشتهٔ ماسیمو فرانچوزا، لوکینو ویسکونتی)؛ (ترجمهٔ ایرج کریمی، سعید عقیقی)؛ نشر نی

### ویراسته‌ها
- دیرینه‌شناسی سینما؛ نشر دف

## جوایز
بهترین نقد هنری سال جشنواره مطبوعات، ۱۳۷۴
بهترین فیلم‌نامهٔ جشن حافظ برای فیلم شب‌های روشن، ۱۳۸۲
نامزد بهترین فیلم‌نامه در جشن خانه سینما برای فیلم شب‌های روشن، ۱۳۸۲
بهترین کتاب سینمایی تألیفی سال برای کتاب زیر پوست قصه‌ها (سینمای رخشان بنی‌اعتماد)، ۱۳۹۵
تقدیرشده به عنوان نماینده نسل دوم نویسندگان مجله فیلم در آیین دیدار مستند «کایه دو فیلم»